# Medium (witryna internetowa)
Medium – amerykańska platforma blogowa. Należy do przedsiębiorstwa A Medium Corporation.
Serwis został założony w 2012 roku przez Evana Williamsa, współzałożyciela serwisu Twitter i twórcę platformy Blogger.
W ciągu miesiąca witryna generuje ok. 200 mln odsłon (stan na 2020 rok).